# Pena accessoria
Le pene accessorie, nel diritto penale, sono delle pene previste per accompagnare le pene principali, comminate come conseguenza della commissione di un reato.

## Caratteristiche
La caratteristica principale è  appunto l'accessorietà: queste pene infatti non possono essere comminate da sole ma possono solo accompagnare. I loro scopi sono appunto quelli di colpire determinati rei che a causa della loro condotta penalmente rilevante si ritiene non siano più in grado, o meglio non debbano più, ricoprire certi ruoli o esercitare determinati diritti che per le loro caratteristiche richiedono uno standard di sicurezza elevato.

## Nel mondo

### Italia
Le pene accessorie sono previste dall'articolo 19 del codice penale italiano e sono distinte quelle previste per i delitti da quelle previste per le contravvenzioni.
Pene accessorie previste da altri rami dell'ordinamento sono:
- Normativa tributaria: cancellazione dagli albi dei costruttori e dei fornitori della pubblica amministrazione.
- Legge fallimentare: inabilitazione all'esercizio di un'impresa commerciale
- Legge 24/11/81:divieto di emettere assegni bancari o postali
- Legge sugli stupefacenti: divieto di espatrio per un periodo non superiore ai 3 anni.
- Art. 6, comma 7, L. 13 dicembre 1989 n. 401: divieto di accedere ai luoghi ove si svolgono manifestazioni sportive con obbligo di presentazione alla P.G. per un periodo da due a otto anni.